# Österreichische Davis-Cup-Statistik 2010–2019
Dieser Artikel gibt die Details aller Davis-Cup-Begegnungen des österreichischen Teams seit 2010 wieder. Eine Übersicht über alle bisherigen Begegnungen findet man hier.

## 2010 - (2:0) - Wiederaufstieg in die Weltgruppe
In der 99. Auflage des Davis-Cups gelang Österreich mit 2 Siegen gegen die Slowakei und Israel der Wiederaufstieg aus der Europa/Afrika Gruppe I in die Weltgruppe.
| Österreich                                                                               | Europa/Afrika I - Viertelfinale | Slowakei                                                                            |
| ---------------------------------------------------------------------------------------- | --- | ----------------------------------------------------------------------------------- |
| Team Jürgen Melzer Daniel Köllerer Martin Fischer Julian Knowle Kapitän Gilbert Schaller | Datum: 5. März bis 7. März 2010 Ort: Gleichenberg-Halle, Bad Gleichenberg (Österreich) Kapazität: 2,500 Belag: Hartplatz (indoors) Ball Typ: Wilson US Open \| Freitag, 5. März 2010, 13:00 \| \| \| \| D. Köllerer \| 6:2, 2:6, 65:7, 3:6 \| L. Lacko \| \| J. Melzer \| 6:3, 6:3, 7:5 \| M. Kližan \| \| Samstag, 6. März 2010, 15:00 \| \| \| \| J. Knowle J. Melzer \| 3:6, 6:1, 6:3, 6:2 \| M. Mertinák F. Polášek \| \| Sonntag, 7. März 2010, 13:00 \| \| \| \| J. Melzer \| 7:62, 7:5, 7:5 \| L. Lacko \| \| D. Köllerer \| 2:6, 63:7 \| M. Kližan \| Resultat: Österreich gewinnt 3:2 | Team Lukáš Lacko Martin Kližan Filip Polášek Michal Mertiňák Kapitän Miloslav Mečíř |
| Freitag, 5. März 2010, 13:00                                                             | |                                                                                     |
| D. Köllerer                                                                              | 6:2, 2:6, 65:7, 3:6 | L. Lacko                                                                            |
| J. Melzer                                                                                | 6:3, 6:3, 7:5 | M. Kližan                                                                           |
| Samstag, 6. März 2010, 15:00                                                             | |                                                                                     |
| J. Knowle J. Melzer                                                                      | 3:6, 6:1, 6:3, 6:2 | M. Mertinák F. Polášek                                                              |
| Sonntag, 7. März 2010, 13:00                                                             | |                                                                                     |
| J. Melzer                                                                                | 7:62, 7:5, 7:5 | L. Lacko                                                                            |
| D. Köllerer                                                                              | 2:6, 63:7 | M. Kližan                                                                           |

| Israel                                                              | Weltgruppe - Playoff | Österreich                                                                                      |
| ------------------------------------------------------------------- | --- | ----------------------------------------------------------------------------------------------- |
| Team Dudi Sela Harel Levy Jonathan Erlich Andy Ram Kapitän Eyal Ran | Datum: 16. September bis 19. September 2010 Ort: Nokia Stadium, Tel Aviv (Israel) Kapazität: 11,000 Belag: Hartplatz (indoors) Ball Typ: Wilson US Open \| Donnerstag, 16. September 2010, 13:00 \| \| \| \| D. Sela \| 6:4, 6:1, 6:3 \| A. Haider-Maurer \| \| H. Levy \| 4:6, 3:6, 3:6 \| J. Melzer \| \| Freitag, 17. September 2010, 11:00 \| \| \| \| J. Erlich A. Ram \| 7:62, 6:4, 6:4 \| J. Melzer A. Peya \| \| Sonntag, 19. September 2010, 13:30 \| \| \| \| D. Sela \| 3:6, 0:6, 3:6 \| J. Melzer \| \| H. Levy \| 6:2, 3:6, 0:6, 3:6 \| M. Fischer \| Resultat: Österreich gewinnt 3:2 | Team Jürgen Melzer Martin Fischer Alexander Peya Andreas Haider-Maurer Kapitän Gilbert Schaller |
| Donnerstag, 16. September 2010, 13:00                               | |                                                                                                 |
| D. Sela                                                             | 6:4, 6:1, 6:3 | A. Haider-Maurer                                                                                |
| H. Levy                                                             | 4:6, 3:6, 3:6 | J. Melzer                                                                                       |
| Freitag, 17. September 2010, 11:00                                  | |                                                                                                 |
| J. Erlich A. Ram                                                    | 7:62, 6:4, 6:4 | J. Melzer A. Peya                                                                               |
| Sonntag, 19. September 2010, 13:30                                  | |                                                                                                 |
| D. Sela                                                             | 3:6, 0:6, 3:6 | J. Melzer                                                                                       |
| H. Levy                                                             | 6:2, 3:6, 0:6, 3:6 | M. Fischer                                                                                      |

## 2011 - (1:1) - Verbleib in der Weltgruppe
In der 1. Runde des Davis-Cups 2011 unterlag Österreich auf dem Vorjahresfinalisten Frankreich mit 2:3. Im Kampf um den Verbleib in der Weltgruppe besiegte das Team zwischen 16. und 18. September 2011 die Auswahl von Belgien. Es war dies der letzte Wettkampf unter Kapitän Gilbert Schaller.
| Österreich                                                                             | Weltgruppe - 1. Runde | Frankreich                                                                         |
| -------------------------------------------------------------------------------------- | --- | ---------------------------------------------------------------------------------- |
| Team Jürgen Melzer Martin Fischer Stefan Koubek Oliver Marach Kapitän Gilbert Schaller | Datum: 4. März bis 6. März 2011 Ort: Hangar 3, Flughafen Wien, Schwechat (Österreich) Kapazität: 6,000 Belag: Sand (indoors) Ball Typ: Dunlop Fort Clay Court \| Freitag, 4. März 2011, 13:00 \| \| \| \| J. Melzer \| 5:7 4:6 5:7 \| J. Chardy \| \| S. Koubek \| 0:6 2:6 3:6 \| G. Simon \| \| Samstag, 5. März 2011, 13:00 \| \| \| \| J. Knowle J. Melzer \| 6:4 3:6 6:3 6:4 \| J. Benneteau M. Llodra \| \| Sonntag, 6. März 2011, 12:30 \| \| \| \| J. Melzer \| 7:67 3:6 1:6 6:4 6:0 \| G. Simon \| \| M. Fischer \| 6:2 64:7 3:6 3:6 \| J. Chardy \| Resultat: Österreich verliert 2:3 | Team Julien Benneteau Michaël Llodra Gilles Simon Jérémy Chardy Kapitän Guy Forget |
| Freitag, 4. März 2011, 13:00                                                           | |                                                                                    |
| J. Melzer                                                                              | 5:7 4:6 5:7 | J. Chardy                                                                          |
| S. Koubek                                                                              | 0:6 2:6 3:6 | G. Simon                                                                           |
| Samstag, 5. März 2011, 13:00                                                           | |                                                                                    |
| J. Knowle J. Melzer                                                                    | 6:4 3:6 6:3 6:4 | J. Benneteau M. Llodra                                                             |
| Sonntag, 6. März 2011, 12:30                                                           | |                                                                                    |
| J. Melzer                                                                              | 7:67 3:6 1:6 6:4 6:0 | G. Simon                                                                           |
| M. Fischer                                                                             | 6:2 64:7 3:6 3:6 | J. Chardy                                                                          |

| Belgien                                                                                 | Weltgruppe - Playoff | Österreich                                                                                     |
| --------------------------------------------------------------------------------------- | --- | ---------------------------------------------------------------------------------------------- |
| Team Xavier Malisse Olivier Rochus Steve Darcis Ruben Bemelmans Kapitän Johan van Herck | Datum: 16. September bis 18. September 2011 Ort: Lotto Arena, Antwerpen, (Belgien) Kapazität: Belag: Hartplatz (indoors) Ball Typ: Wilson US Open Extra Duty \| Freitag, 16. September 2011, 14:00 \| \| \| \| X. Malisse \| 4:6 4:6 5:7 \| A. Haider-Maurer \| \| S. Darcis \| 7:63 64:7 6:4 6:3 \| J. Melzer \| \| Samstag, 17. September 2011, 12:30 \| \| \| \| R. Bemelmans O. Rochus \| 6:4 3:6 4:6 4:6 \| O. Marach A. Peya \| \| Sonntag, 18. September 2011, 12:00 \| \| \| \| O. Rochus \| 4:6 4:6 3:6 \| J. Melzer \| \| R. Bemelmans \| 4:6 3:6 \| A. Peya \| Resultat: Österreich gewinnt 1:4 | Team Jürgen Melzer Andreas Haider-Maurer Oliver Marach Alexander Peya Kapitän Gilbert Schaller |
| Freitag, 16. September 2011, 14:00                                                      | |                                                                                                |
| X. Malisse                                                                              | 4:6 4:6 5:7 | A. Haider-Maurer                                                                               |
| S. Darcis                                                                               | 7:63 64:7 6:4 6:3 | J. Melzer                                                                                      |
| Samstag, 17. September 2011, 12:30                                                      | |                                                                                                |
| R. Bemelmans O. Rochus                                                                  | 6:4 3:6 4:6 4:6 | O. Marach A. Peya                                                                              |
| Sonntag, 18. September 2011, 12:00                                                      | |                                                                                                |
| O. Rochus                                                                               | 4:6 4:6 3:6 | J. Melzer                                                                                      |
| R. Bemelmans                                                                            | 4:6 3:6 | A. Peya                                                                                        |

## 2012 - (1:1) - Erstes Weltgruppen-Viertelfinale seit 17 Jahren
In der 1. Runde des Davis-Cups 2012 traf Österreich unter dem neuen Kapitän Clemens Trimmel vom 10. bis 12. Februar zu Hause auf die auf Platz 8 gesetzte Auswahl aus Russland. Mit dem ersten Sieg in der Weltgruppe seit 1995 erreichte die Mannschaft zum ersten Mal seit 17 Jahren das Viertelfinale. Damit schaffte Trimmel auf Anhieb das, was seinen drei Vorgängern Günter Bresnik, Thomas Muster und Gilbert Schaller verwehrt geblieben war. In der nächsten Runde traf das Team von 6. bis 8. April auswärts auf den fünffachen Davis-Cup-Gewinner und Titelverteidiger Spanien und verlor dort 1:4. Österreich war das einzige ungesetzte Team der Weltgruppe, das nicht in der ersten Runde ausschied.
| Österreich                                                                                    | Weltgruppe - 1. Runde | Russland                                                                                          |
| --------------------------------------------------------------------------------------------- | --- | ------------------------------------------------------------------------------------------------- |
| Team Andreas Haider-Maurer Oliver Marach Jürgen Melzer Alexander Peya Kapitän Clemens Trimmel | Datum: 10. Februar bis 12. Februar 2012 Ort: Arena Nova, Wiener Neustadt (Österreich) Kapazität: 5,300 Belag: Hartplatz Ball Typ: Wilson US Open Extra Duty \| Freitag, 10. Februar 2012, 14:00 \| \| \| \| J. Melzer \| 6:2 63:7 6:4 3:6 6:1 \| I. Kunizyn \| \| A. Haider-Maurer \| 6:1 6:4 61:7 6:2 \| A. Bogomolov Jr. \| \| Samstag, 11. Februar 2012, 14:00 \| \| \| \| A. Peya O. Marach \| 61:7 7:67 5:7 6:3 4:6 \| M. Juschny N. Dawydenko \| \| Sonntag, 12. Februar 2012, 13:00 \| \| \| \| J. Melzer \| 6:2 6:4 6:1 \| A. Bogomolov Jr. \| \| A. Haider-Maurer \| 4:6 6:4 64:7 \| I. Kunizyn \| Resultat: Österreich gewinnt 3:2 | Team Alex Bogomolow Nikolai Dawydenko Michail Juschny Igor Kunizyn Kapitän Schamil Tarpischtschew |
| Freitag, 10. Februar 2012, 14:00                                                              | |                                                                                                   |
| J. Melzer                                                                                     | 6:2 63:7 6:4 3:6 6:1 | I. Kunizyn                                                                                        |
| A. Haider-Maurer                                                                              | 6:1 6:4 61:7 6:2 | A. Bogomolov Jr.                                                                                  |
| Samstag, 11. Februar 2012, 14:00                                                              | |                                                                                                   |
| A. Peya O. Marach                                                                             | 61:7 7:67 5:7 6:3 4:6 | M. Juschny N. Dawydenko                                                                           |
| Sonntag, 12. Februar 2012, 13:00                                                              | |                                                                                                   |
| J. Melzer                                                                                     | 6:2 6:4 6:1 | A. Bogomolov Jr.                                                                                  |
| A. Haider-Maurer                                                                              | 4:6 6:4 64:7 | I. Kunizyn                                                                                        |

| Spanien                                                                              | Weltgruppe - Viertelfinale | Österreich                                                                                    |
| ------------------------------------------------------------------------------------ | --- | --------------------------------------------------------------------------------------------- |
| Team Nicolás Almagro David Ferrer Marcel Granollers Marc López Kapitän Àlex Corretja | Datum: 6. April bis 8. April 2012 Ort: Oropesa del Mar, Castellón de la Plana (Spanien) Kapazität: Belag: Sand Ball Typ: Head ATP \| Freitag, 6. April 2012, 12:00 \| \| \| \| N. Almagro \| 6:2 6:2 6:4 \| J. Melzer \| \| D. Ferrer \| 6:1 6:3 6:1 \| A. Haider-Maurer \| \| Samstag, 7. April 2012, 15:15 \| \| \| \| M. Granollers M. López \| 6:3 4:6 4:6 612:7 \| O. Marach A. Peya \| \| Sonntag, 8. April 2012, 12:00 \| \| \| \| D. Ferrer \| 7:5 6:3 6:3 \| J. Melzer \| \| N. Almagro \| 7:5 7:5 \| A. Peya \| Resultat: Österreich verliert 1:4 | Team Andreas Haider-Maurer Oliver Marach Jürgen Melzer Alexander Peya Kapitän Clemens Trimmel |
| Freitag, 6. April 2012, 12:00                                                        | |                                                                                               |
| N. Almagro                                                                           | 6:2 6:2 6:4 | J. Melzer                                                                                     |
| D. Ferrer                                                                            | 6:1 6:3 6:1 | A. Haider-Maurer                                                                              |
| Samstag, 7. April 2012, 15:15                                                        | |                                                                                               |
| M. Granollers M. López                                                               | 6:3 4:6 4:6 612:7 | O. Marach A. Peya                                                                             |
| Sonntag, 8. April 2012, 12:00                                                        | |                                                                                               |
| D. Ferrer                                                                            | 7:5 6:3 6:3 | J. Melzer                                                                                     |
| N. Almagro                                                                           | 7:5 7:5 | A. Peya                                                                                       |

## 2013 - (0:2) - Abstieg aus der Weltgruppe
| Kasachstan                                                                                       | Weltgruppe - 1. Runde | Österreich                                                                                    |
| ------------------------------------------------------------------------------------------------ | --- | --------------------------------------------------------------------------------------------- |
| Team Michail Kukuschkin Andrei Golubew Jewgeni Koroljow Juri Schtschukin Kapitän Dias Doskarajew | Datum: 1. Februar bis 3. Februar 2013 Ort: National Tennis Centre, Astana (Kasachstan) Belag: Sand Ball Typ: Dunlop Fort Clay Court \| Freitag, 1. Februar 2013, 12:00 UTC+6 \| \| \| \| A. Golubew \| 7:62, 6:3, 7:65 \| A. Haider-Maurer \| \| E. Koroljow \| 7:64, 6:3, 6:2 \| J. Melzer \| \| Samstag, 2. Februar 2013, 14:00 \| \| \| \| A. Golubew J. Schtschukin \| 65:7, 3:6, 63:7 \| J. Knowle A. Peya \| \| Sonntag, 3. Februar 2013, 14:00 \| \| \| \| A. Golubew \| 4:6, 6:3, 6:4, 6:2 \| J. Melzer \| Resultat: 3:1 | Team Jürgen Melzer Andreas Haider-Maurer Alexander Peya Julian Knowle Kapitän Clemens Trimmel |
| Freitag, 1. Februar 2013, 12:00 UTC+6                                                            | |                                                                                               |
| A. Golubew                                                                                       | 7:62, 6:3, 7:65 | A. Haider-Maurer                                                                              |
| E. Koroljow                                                                                      | 7:64, 6:3, 6:2 | J. Melzer                                                                                     |
| Samstag, 2. Februar 2013, 14:00                                                                  | |                                                                                               |
| A. Golubew J. Schtschukin                                                                        | 65:7, 3:6, 63:7 | J. Knowle A. Peya                                                                             |
| Sonntag, 3. Februar 2013, 14:00                                                                  | |                                                                                               |
| A. Golubew                                                                                       | 4:6, 6:3, 6:4, 6:2 | J. Melzer                                                                                     |

| Niederlande                                                                                 | Weltgruppe - Playoff | Österreich                                                                                   |
| ------------------------------------------------------------------------------------------- | --- | -------------------------------------------------------------------------------------------- |
| Team Robin Haase Jesse Huta Galung Thiemo de Bakker Jean-Julien Rojer Kapitän Jan Siemerink | Datum: 13. September bis 15. September 2013 Ort: MartiniPlaza, Groningen (Niederlande) Belag: Sand Ball Typ: Dunlop Fort Max TP \| Freitag, 13. September 2013 \| \| \| \| R. Haase \| 6:4, 6:3, 6:1 \| O. Marach \| \| T. de Bakker \| 5:7, 7:5, 5:7, 6:4, 6:1 \| J. Melzer \| \| Samstag, 14. September 2013 \| \| \| \| R. Haase J. Rojer \| 4:6, 6:3, 6:4, 7:5 \| J. Knowle O. Marach \| \| Sonntag, 15. September 2013 \| \| \| \| J. Huta Galung \| 3:6, 7:5, 6:3 \| J. Melzer \| \| T. de Bakker \| walkover \| O. Marach \| Resultat: 5:0 | Team Jürgen Melzer Andreas Haider-Maurer Julian Knowle Oliver Marach Kapitän Clemens Trimmel |
| Freitag, 13. September 2013                                                                 | |                                                                                              |
| R. Haase                                                                                    | 6:4, 6:3, 6:1 | O. Marach                                                                                    |
| T. de Bakker                                                                                | 5:7, 7:5, 5:7, 6:4, 6:1 | J. Melzer                                                                                    |
| Samstag, 14. September 2013                                                                 | |                                                                                              |
| R. Haase J. Rojer                                                                           | 4:6, 6:3, 6:4, 7:5 | J. Knowle O. Marach                                                                          |
| Sonntag, 15. September 2013                                                                 | |                                                                                              |
| J. Huta Galung                                                                              | 3:6, 7:5, 6:3 | J. Melzer                                                                                    |
| T. de Bakker                                                                                | walkover | O. Marach                                                                                    |

## 2014 - (1:1) - Verbleib in der Europa/Afrika I Zone
| Slowakei                                                                             | Europa/Afrika I - 1. Runde | Österreich                                                                                    |
| ------------------------------------------------------------------------------------ | --- | --------------------------------------------------------------------------------------------- |
| Team Martin Kližan Lukáš Lacko Michal Mertiňák Norbert Gombos Kapitän Miloslav Mečíř | Datum: 4. April bis 6. April 2014 Ort: National Tennis Centre, Bratislava (Slowakei) Belag: Hartplatz (indoors) \| Freitag, 4. April 2014 \| \| \| \| N. Gombos \| 6:4, 3:6, 6:3, 6:4 \| D. Thiem \| \| L. Lacko \| 7:63, 4:6, 4:6, 6:2, 6:3 \| A. Haider-Maurer \| \| Samstag, 5. April 2014 \| \| \| \| M. Kližan M. Mertiňák \| 64:7, 3:6, 7:656:4, 6:4 \| A. Peya D. Thiem \| \| Sonntag, 6. April 2014 \| \| \| \| N. Gombos \| 65:7, 5:7 \| A. Haider-Maurer \| \| L. Lacko \| 4:6, 6:3, 6:2 \| G. Melzer \| Resultat: 4:1 | Team Dominic Thiem Andreas Haider-Maurer Gerald Melzer Alexander Peya Kapitän Clemens Trimmel |
| Freitag, 4. April 2014                                                               | |                                                                                               |
| N. Gombos                                                                            | 6:4, 3:6, 6:3, 6:4 | D. Thiem                                                                                      |
| L. Lacko                                                                             | 7:63, 4:6, 4:6, 6:2, 6:3 | A. Haider-Maurer                                                                              |
| Samstag, 5. April 2014                                                               | |                                                                                               |
| M. Kližan M. Mertiňák                                                                | 64:7, 3:6, 7:656:4, 6:4 | A. Peya D. Thiem                                                                              |
| Sonntag, 6. April 2014                                                               | |                                                                                               |
| N. Gombos                                                                            | 65:7, 5:7 | A. Haider-Maurer                                                                              |
| L. Lacko                                                                             | 4:6, 6:3, 6:2 | G. Melzer                                                                                     |

| Lettland                                                                              | Europa/Afrika I - Relegation - 1. Runde | Österreich                                                                              |
| ------------------------------------------------------------------------------------- | --- | --------------------------------------------------------------------------------------- |
| Team Ernests Gulbis Andis Juška Jānis Podžus Miķelis Lībietis Kapitän Kārlis Lejnieks | Datum: 12. September bis 14. September 2014 Ort: Vidzemes Olimpiskaos Centrs, Valmiera (Lettland) Belag: Hartplatz (indoors) \| Freitag, 12. September 2014 \| \| \| \| A. Juška \| 3:6, 3:6, 2:6 \| M. Fischer \| \| J. Podžus \| 3:6, 1:6, 4:6 \| J. Melzer \| \| Samstag, 13. September 2014 \| \| \| \| E. Gulbis M. Lībietis \| 7:5, 7:63, 6:4 \| P. Oswald A. Peya \| \| Sonntag, 14. September 2014 \| \| \| \| M. Lībietis \| 2:6, 2:6, 4:6 \| J. Melzer \| \| J. Podžus \| 6:7, 4:6 \| M. Fischer \| Resultat: 1:4 | Team Jürgen Melzer Martin Fischer Philipp Oswald Alexander Peya Kapitän Clemens Trimmel |
| Freitag, 12. September 2014                                                           | |                                                                                         |
| A. Juška                                                                              | 3:6, 3:6, 2:6 | M. Fischer                                                                              |
| J. Podžus                                                                             | 3:6, 1:6, 4:6 | J. Melzer                                                                               |
| Samstag, 13. September 2014                                                           | |                                                                                         |
| E. Gulbis M. Lībietis                                                                 | 7:5, 7:63, 6:4 | P. Oswald A. Peya                                                                       |
| Sonntag, 14. September 2014                                                           | |                                                                                         |
| M. Lībietis                                                                           | 2:6, 2:6, 4:6 | J. Melzer                                                                               |
| J. Podžus                                                                             | 6:7, 4:6 | M. Fischer                                                                              |

## 2015 - (1:1) - Verbleib in der Europa/Afrika I Zone
| Schweden                                                                                     | Europa/Afrika I - 1. Runde | Österreich                                                                                  |
| -------------------------------------------------------------------------------------------- | --- | ------------------------------------------------------------------------------------------- |
| Team Elias Ymer Christian Lindell Robert Lindstedt Johan Brunström Kapitän Fredrik Rosengren | Datum: 6. März bis 8. März 2015 Ort: Idrottshuset Örebro, Örebro (Schweden) Belag: Hartplatz (indoors) \| Freitag, 6. März 2015 \| \| \| \| E. Ymer \| 6:4, 6:3, 3:6, 2:6, 6:3 \| J. Melzer \| \| C. Lindell \| 3:6, 4:6, 2:6 \| A. Haider-Maurer \| \| Samstag, 7. März 2015 \| \| \| \| J. Brunström R. Lindstedt \| 6:4, 7:68, 6:3 \| J. Melzer A. Peya \| \| Sonntag, 8. März 2015 \| \| \| \| E. Ymer \| 4:6, 66:7, 3:6 \| A. Haider-Maurer \| \| C. Lindell \| 1:6, 1:6, 3:6 \| G. Melzer \| Resultat: 2:3 | Team Andreas Haider-Maurer Jürgen Melzer Gerald Melzer Alexander Peya Kapitän Stefan Koubek |
| Freitag, 6. März 2015                                                                        | |                                                                                             |
| E. Ymer                                                                                      | 6:4, 6:3, 3:6, 2:6, 6:3 | J. Melzer                                                                                   |
| C. Lindell                                                                                   | 3:6, 4:6, 2:6 | A. Haider-Maurer                                                                            |
| Samstag, 7. März 2015                                                                        | |                                                                                             |
| J. Brunström R. Lindstedt                                                                    | 6:4, 7:68, 6:3 | J. Melzer A. Peya                                                                           |
| Sonntag, 8. März 2015                                                                        | |                                                                                             |
| E. Ymer                                                                                      | 4:6, 66:7, 3:6 | A. Haider-Maurer                                                                            |
| C. Lindell                                                                                   | 1:6, 1:6, 3:6 | G. Melzer                                                                                   |

| Österreich                                                                                 | Europa/Afrika I - 2. Runde | Niederlande                                                                                 |
| ------------------------------------------------------------------------------------------ | --- | ------------------------------------------------------------------------------------------- |
| Team Andreas Haider-Maurer Oliver Marach Jürgen Melzer Dominic Thiem Kapitän Stefan Koubek | Datum: 17. Juli bis 19. Juli 2015 Ort: Tennisstadion Kitzbühel, Kitzbühel, (Österreich) Belag: Sand \| Freitag, 17. Juli 2015 \| \| \| \| D. Thiem \| 3:6, 6:4, 7:65, 3:6, 4:6 \| T. de Bakker \| \| A. Haider-Maurer \| 6:3, 6:4, 5:7, 7:5 \| R. Haase \| \| Samstag, 18. Juli 2015 \| \| \| \| O. Marach J. Melzer \| 3:6, 64:7, 65:7 \| R. Haase J.-J. Rojer \| \| Sonntag, 19. Juli 2015 \| \| \| \| D. Thiem \| 4:6, 64:7, 3:6 \| R. Haase \| \| O. Marach \| 6:3, 6:3 \| J. Huta Galung \| Resultat: 2:3 | Team Thiemo de Bakker Robin Haase Jesse Huta Galung Jean-Julien Rojer Kapitän Jan Siemerink |
| Freitag, 17. Juli 2015                                                                     | |                                                                                             |
| D. Thiem                                                                                   | 3:6, 6:4, 7:65, 3:6, 4:6 | T. de Bakker                                                                                |
| A. Haider-Maurer                                                                           | 6:3, 6:4, 5:7, 7:5 | R. Haase                                                                                    |
| Samstag, 18. Juli 2015                                                                     | |                                                                                             |
| O. Marach J. Melzer                                                                        | 3:6, 64:7, 65:7 | R. Haase J.-J. Rojer                                                                        |
| Sonntag, 19. Juli 2015                                                                     | |                                                                                             |
| D. Thiem                                                                                   | 4:6, 64:7, 3:6 | R. Haase                                                                                    |
| O. Marach                                                                                  | 6:3, 6:3 | J. Huta Galung                                                                              |

## 2016 - (1:1) - Verbleib in der Europa/Afrika I Zone
| Portugal                                                                               | Europa/Afrika I - 1. Runde | Österreich                                                                         |
| -------------------------------------------------------------------------------------- | --- | ---------------------------------------------------------------------------------- |
| Team Gastão Elias Frederico Ferreira Silva João Sousa Pedro Sousa Kapitän Nuno Marques | Datum: 4. März bis 6. März 2016 Ort: Pavilhao Vitoria Sport Clube, Guimarães (Portugal) Belag: Hartplatz (indoors) Ball Typ: Wilson US Open Extra Duty \| Freitag, 4. März 2016 \| \| \| \| J. Sousa \| 6:1, 7:5, 6:2 \| G. Melzer \| \| G. Elias \| 6:3, 5:7, 3:6, 6:1, 66:7 \| D. Thiem \| \| Samstag, 5. März 2016 \| \| \| \| J. Sousa G. Elias \| 7:66, 7:64, 1:6, 3:6, 4:6 \| A. Peya D. Thiem \| \| Sonntag, 6. März 2016 \| \| \| \| J. Sousa \| 2:6, 4:6, 2:6 \| D. Thiem \| \| G. Elias \| 4:6, 3:6 \| D. Novak \| Resultat: 1:4 | Team Gerald Melzer Dennis Novak Alexander Peya Dominic Thiem Kapitän Stefan Koubek |
| Freitag, 4. März 2016                                                                  | |                                                                                    |
| J. Sousa                                                                               | 6:1, 7:5, 6:2 | G. Melzer                                                                          |
| G. Elias                                                                               | 6:3, 5:7, 3:6, 6:1, 66:7 | D. Thiem                                                                           |
| Samstag, 5. März 2016                                                                  | |                                                                                    |
| J. Sousa G. Elias                                                                      | 7:66, 7:64, 1:6, 3:6, 4:6 | A. Peya D. Thiem                                                                   |
| Sonntag, 6. März 2016                                                                  | |                                                                                    |
| J. Sousa                                                                               | 2:6, 4:6, 2:6 | D. Thiem                                                                           |
| G. Elias                                                                               | 4:6, 3:6 | D. Novak                                                                           |

| Ukraine                                                                                           | Europa/Afrika I - 2. Runde | Österreich                                                                         |
| ------------------------------------------------------------------------------------------------- | --- | ---------------------------------------------------------------------------------- |
| Team Illja Martschenko Denys Moltschanow Artem Smyrnow Serhij Stachowskyj Kapitän Mychajlo Filima | Datum: 15. bis 17. Juli 2016 Ort: Campa Tennis Club, Bucha, Kiew, (Ukraine) Belag: Hartplatz Ball Typ: Wilson US Open \| Freitag, 15. Juli 2016 \| \| \| \| I. Martschenko \| 7:63, 5:7, 6:3, 6:2 \| D. Novak \| \| S. Stachowskyj \| 6:3, 6:4, 6:3 \| G. Melzer \| \| Samstag, 16. Juli 2016 \| \| \| \| D. Moltschanow A. Smyrnow \| 3:6, 67:7, 3:6 \| J. Melzer P. Oswald \| \| Sonntag, 17. Juli 2016 \| \| \| \| I. Martschenko \| 6:3, 3:6, 6:3, 5:7, 3:6 \| J. Melzer \| \| S. Stachowskyj \| 6:3, 6:3, 68:7, 7:5 \| D. Novak \| Resultat: 3:2 | Team Gerald Melzer Jürgen Melzer Dennis Novak Philipp Oswald Kapitän Stefan Koubek |
| Freitag, 15. Juli 2016                                                                            | |                                                                                    |
| I. Martschenko                                                                                    | 7:63, 5:7, 6:3, 6:2 | D. Novak                                                                           |
| S. Stachowskyj                                                                                    | 6:3, 6:4, 6:3 | G. Melzer                                                                          |
| Samstag, 16. Juli 2016                                                                            | |                                                                                    |
| D. Moltschanow A. Smyrnow                                                                         | 3:6, 67:7, 3:6 | J. Melzer P. Oswald                                                                |
| Sonntag, 17. Juli 2016                                                                            | |                                                                                    |
| I. Martschenko                                                                                    | 6:3, 3:6, 6:3, 5:7, 3:6 | J. Melzer                                                                          |
| S. Stachowskyj                                                                                    | 6:3, 6:3, 68:7, 7:5 | D. Novak                                                                           |

## 2017 - (1:1) - Verbleib in der Europa/Afrika I Zone
| Belarus                                                                                     | Europa/Afrika I - 2. Runde | Österreich                                                                          |
| ------------------------------------------------------------------------------------------- | --- | ----------------------------------------------------------------------------------- |
| Team Jahor Herassimau Ilja Iwaschka Maks Mirny Jaraslau Schyla Kapitän Uladsimir Waltschkou | Datum: 7. bis 9. April 2017 Ort: Republic Olympic Training Center, Minsk, (Belarus) Belag: Hartplatz (indoors) Ball Typ: Wilson Australian Open \| Freitag, 7. April 2017 \| \| \| \| J. Herassimau \| 6:3, 6:3, 6:3 \| G. Melzer \| \| I. Iwaschka \| 7:68, 6:3, 4:6, 7:61 \| J. Melzer \| \| Samstag, 8. April 2017 \| \| \| \| M. Mirnyi J. Schyla \| 4:6, 66:7, 7:63, 4:6 \| J. Knowle J. Melzer \| \| Sonntag, 9. April 2017 \| \| \| \| I. Iwaschka \| 7:63, 3:6, 6:3, 6:1 \| G. Melzer \| Resultat: 3:1 | Team Julian Knowle Gerald Melzer Jürgen Melzer Alexander Peya Kapitän Stefan Koubek |
| Freitag, 7. April 2017                                                                      | |                                                                                     |
| J. Herassimau                                                                               | 6:3, 6:3, 6:3 | G. Melzer                                                                           |
| I. Iwaschka                                                                                 | 7:68, 6:3, 4:6, 7:61 | J. Melzer                                                                           |
| Samstag, 8. April 2017                                                                      | |                                                                                     |
| M. Mirnyi J. Schyla                                                                         | 4:6, 66:7, 7:63, 4:6 | J. Knowle J. Melzer                                                                 |
| Sonntag, 9. April 2017                                                                      | |                                                                                     |
| I. Iwaschka                                                                                 | 7:63, 3:6, 6:3, 6:1 | G. Melzer                                                                           |

| Österreich                                                                            | Europa/Afrika I - Relegation - 1. Runde | Rumänien                                                                      |
| ------------------------------------------------------------------------------------- | --- | ----------------------------------------------------------------------------- |
| Team Gerald Melzer Sebastian Ofner Philipp Oswald Dominic Thiem Kapitän Stefan Koubek | Datum: 15. bis 17. September 2017 Ort: Union Tennis Club Wels, Wels, (Österreich) Belag: Sand Ball Typ: Babolat Team \| Freitag, 15. September 2017 \| \| \| \| G. Melzer \| 6:1, 6:1, 3:6, 6:1 \| D. Dima \| \| D. Thiem \| 6:2, 6:2, 6:4 \| B. Borza \| \| Samstag, 16. September 2017 \| \| \| \| P. Oswald D. Thiem \| 61:7, 2:6, 7:65, 3:6 \| N. Frunză H. Tecău \| \| Sonntag, 17. September 2017 \| \| \| \| D. Thiem \| 7:62, 7:63, 6:3 \| N. Frunză \| \| G. Melzer \| 6:1, 7:5 \| B. Borza \| Resultat: 4:1 | Team Bogdan Borza Dragoș Dima Nicolae Frunză Horia Tecău Kapitän Andrei Pavel |
| Freitag, 15. September 2017                                                           | |                                                                               |
| G. Melzer                                                                             | 6:1, 6:1, 3:6, 6:1 | D. Dima                                                                       |
| D. Thiem                                                                              | 6:2, 6:2, 6:4 | B. Borza                                                                      |
| Samstag, 16. September 2017                                                           | |                                                                               |
| P. Oswald D. Thiem                                                                    | 61:7, 2:6, 7:65, 3:6 | N. Frunză H. Tecău                                                            |
| Sonntag, 17. September 2017                                                           | |                                                                               |
| D. Thiem                                                                              | 7:62, 7:63, 6:3 | N. Frunză                                                                     |
| G. Melzer                                                                             | 6:1, 7:5 | B. Borza                                                                      |

## 2018 - (2:0) -
| Österreich                                                                                       | Europa/Afrika I - 1. Runde | Belarus |
| ------------------------------------------------------------------------------------------------ | --- | --- |
| Team Dominic Thiem Gerald Melzer Dennis Novak Oliver Marach Philipp Oswald Kapitän Stefan Koubek | Datum: 2. bis 3. Februar 2018 Ort: VAZ St. Pölten, St. Pölten (Österreich) Belag: Sand (indoors) Ball Typ: Babolat Team \| Freitag, 2. Februar 2018 \| \| \| \| G. Melzer \| 2:6, 7:5, 6:4 \| I. Iwaschka \| \| D. Thiem \| 6:3, 6:3 \| D. Schyrmont \| \| Samstag, 3. Februar 2018 \| \| \| \| O. Marach P. Oswald \| 6:3, 7:65 \| I. Iwaschka A. Wassileuski \| \| D. Thiem \| 6:4, 7:65 \| I. Iwaschka \| \| D. Novak \| 7:61, 6:0 \| J. Schyla \| Resultat: 5:0 | Team Ilja Iwaschka Dsmitryj Schyrmont Jaraslau Schyla Sjarhej Betau Andrej Wassileuski Kapitän Uladsimir Waltschkou |
| Freitag, 2. Februar 2018                                                                         | | |
| G. Melzer                                                                                        | 2:6, 7:5, 6:4 | I. Iwaschka |
| D. Thiem                                                                                         | 6:3, 6:3 | D. Schyrmont |
| Samstag, 3. Februar 2018                                                                         | | |
| O. Marach P. Oswald                                                                              | 6:3, 7:65 | I. Iwaschka A. Wassileuski                                                                                          |
| D. Thiem                                                                                         | 6:4, 7:65 | I. Iwaschka |
| D. Novak                                                                                         | 7:61, 6:0 | J. Schyla |

| Russland | Europa/Afrika I - 2. Runde | Österreich                                                                                         |
| --- | --- | -------------------------------------------------------------------------------------------------- |
| Team Andrei Rubljow Karen Chatschanow Daniil Medwedew Jewgeni Donskoi Roman Safiullin Kapitän Shamil Tarpischev | Datum: 6. bis 7. April 2018 Ort: Kleine Luschniki Sportarena, Moskau (Russland) Belag: Hartplatz (indoors) Ball Typ: Dunlop Fort All Court \| Freitag, 6. April 2018 \| \| \| \| A. Rubljow \| 65:7, 4:6 \| D. Novak \| \| D. Medwedew \| 6:1, 6:2 \| S. Ofner \| \| Samstag, 7. April 2018 \| \| \| \| K. Chatschanow A. Rubljow \| 3:6, 63:7 \| J. Melzer P. Oswald \| \| J. Donskoi \| 3:6, 6:3, 3:6 \| J. Melzer \| Resultat: 1:3 | Team Sebastian Ofner Dennis Novak Jürgen Melzer Philipp Oswald Sam Weissborn Kapitän Stefan Koubek |
| Freitag, 6. April 2018                                                                                          | | |
| A. Rubljow | 65:7, 4:6 | D. Novak                                                                                           |
| D. Medwedew | 6:1, 6:2 | S. Ofner                                                                                           |
| Samstag, 7. April 2018                                                                                          | | |
| K. Chatschanow A. Rubljow                                                                                       | 3:6, 63:7 | J. Melzer P. Oswald                                                                                |
| J. Donskoi | 3:6, 6:3, 3:6 | J. Melzer                                                                                          |

| Österreich | Weltgruppe - Playoff | Australien |
| --- | --- | --- |
| Team muss bis zum 4. September bekannt gegeben werden Kapitän muss bis zum 4. September bekannt gegeben werden | Datum: 14. bis 16. September 2018 Ort: (Österreich) \| Freitag, 14. September 2018 \| \| Samstag, 15. September 2018 \| \| Sonntag, 16. September 2018 \| | Team muss bis zum 4. September bekannt gegeben werden Kapitän muss bis zum 4. September bekannt gegeben werden |
| Freitag, 14. September 2018                                                                                    | | |
| Samstag, 15. September 2018                                                                                    | | |
| Sonntag, 16. September 2018                                                                                    | | |